# Asai Ryōi
Asai Ryōi (浅井 了意?, Asai Ryōi; 1612 – 29 gennaio 1691) è stato uno scrittore giapponese, il primo scrittore popolare e professionista nella storia giapponese.

## Biografia

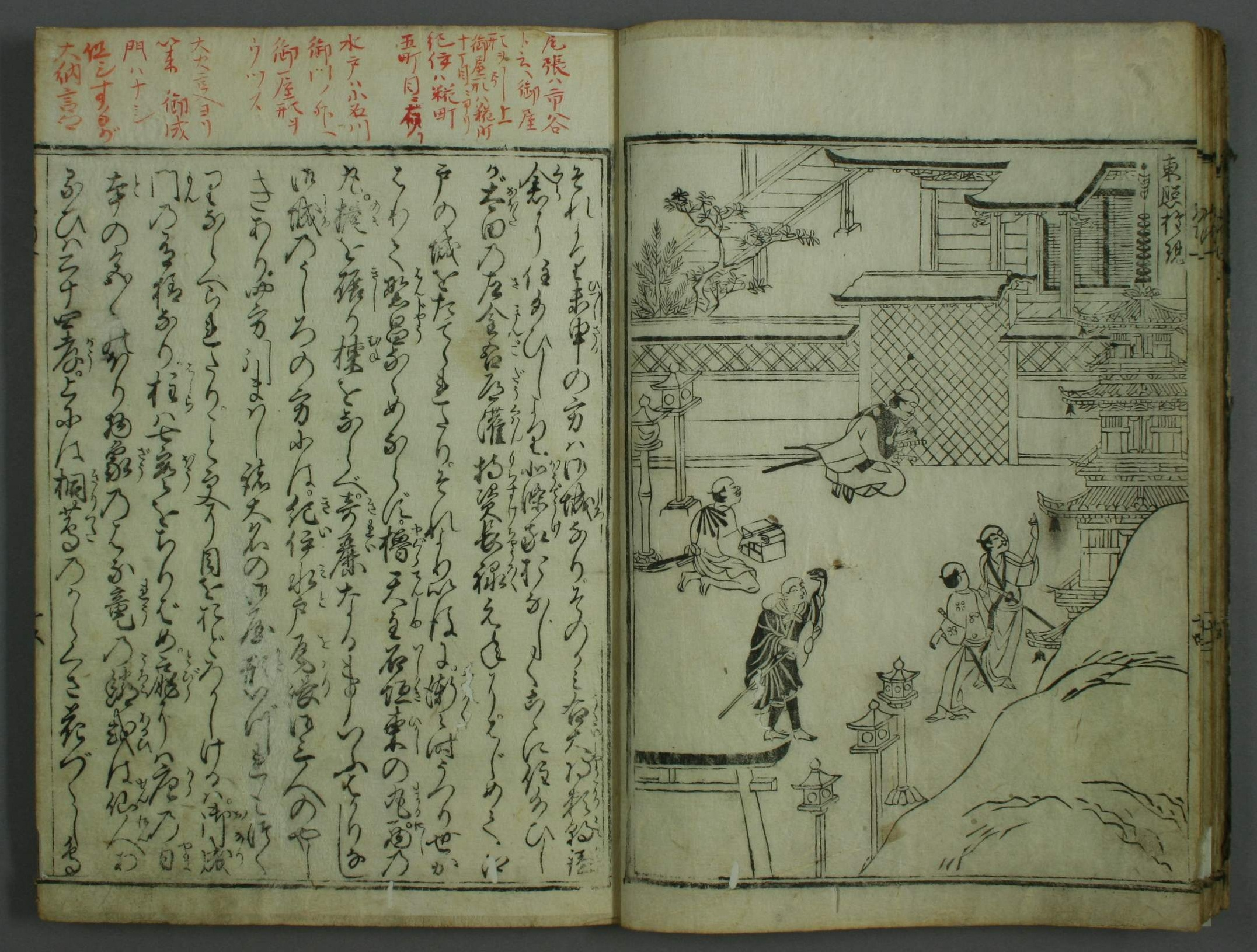
Note sui luoghi celebri della via del mare orientale (Tōkaidō Meishoki, 1658)

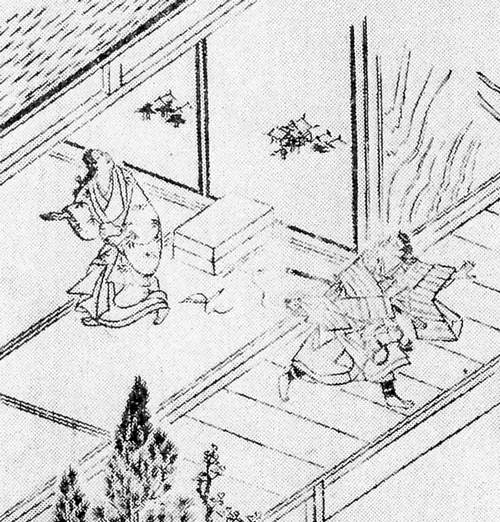
Immagine tratta da Inuhariko, 1667

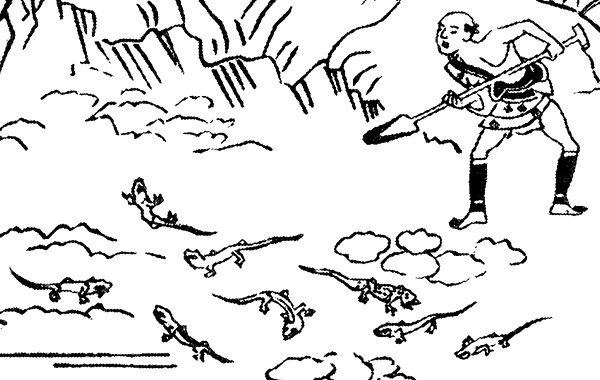
Immagine tratta da La bambola talismano (Otogi-bōko, 1666)

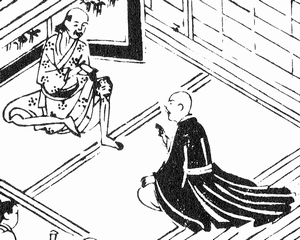
Immagine tratta da La bambola talismano (Otogi-bōko, 1666)

Monaco buddhista a Kyoto, Asai Ryōi si dedicò alla letteratura scrivendo numerosi racconti popolari, utilizzando gli pseudonimi di Shōunsai e Hyōsui.
Il suo stile letterario risultò aderente al genere dei kana-zōshi, che erano libri stampati in caratteri sillabici fonetici (kana), destinati alle categorie di lettori che non avevano familiarità con la scrittura ideografica.
Il genere di letteratura dei kana-zōshi era prevalentemente popolare e comprendeva storie di avventure, descrizioni di viaggi, raccolte di aneddoti e di favole.
Tra le opere più importanti di Asai Ryōi si possono menzionare i sei libri delle Note sui luoghi celebri della via del mare orientale (Tōkaidō Meishoki, 東海道名所記, 1658), che narrano con brillantezza e umorismo le tappe di un viaggio da Edo a Kyoto, effettuato da un noto monaco in compagnia di un mercante.
Molto successo ottenne anche La bambola talismano (Otogi-bōko, 御伽婢子, 1666), una raccolta di favole in tredici libri, che l'autore aveva compilato ispirandosi ad un classico cinese.
Fondamentali furono i Racconti del mondo fluttuante (Ukiyo monogatari, 浮世物語, 1661), nei quali Asai Ryōi descrisse con efficacia uno stile di vita spensierato, a tratti noncurante e melanconico, vicino anche a un'idea di vacuità e di evanescenza: un "mondo fluttuante" che va vissuto qui e ora, così innovativo rispetto al tradizionale significato di "ukiyo" (浮世), prettamente religioso e con una connotazione prevalentemente negativa.

## Opere
- Note sui luoghi celebri della via del mare orientale (Tōkaidō Meishoki, 東海道名所記, 1658);
- Guida descrittiva dei luoghi di Edo (Edo meisho-ki, 1660);
- Racconti del mondo fluttuante (Ukiyo monogatari, 浮世物語, 1661);
- La bambola talismano (Otogi-bōko, 御伽婢子, 1666);
- Inuhariko (1667).